# Andriivka, Mirhorod
Andriivka (în ucraineană Андріївка) este un sat în comuna Kliușnîkivka din raionul Mirhorod, regiunea Poltava, Ucraina.

## Demografie
Componența lingvistică a localității Andriivka
     Ucraineană (97,98%)
     Rusă (2,02%)
Conform recensământului din 2001, majoritatea populației localității Andriivka era vorbitoare de ucraineană (97,98%), existând în minoritate și vorbitori de rusă (2,02%).